# Cal Ferrer (Ginestar)
Cal Ferrer és un edifici a la vila de Ginestar (Ribera d'Ebre) inclòs a l'Inventari del Patrimoni Arquitectònic de Catalunya. Edifici bastit vers l'any 1913, com ho testimonia la data que presideix la llinda de la porta principal.
Situada a la banda de llevant del nucli urbà de la vila de Ginestar, formant cantonada entre el carrer de Reus, de Sant Isidre i el Pla del Pou. La construcció està bastida amb pedra sense treballar i maons, disposat irregularment. La façana principal conserva bona part del revestiment arrebossat.
Edifici de planta més o menys rectangular, format per dos cossos adossats i un petit pati a la part posterior de la finca. El cos principal, distribuït en tres crugies, presenta la coberta de teula de tres vessants i consta de planta baixa, pis i golfes. La façana principal presenta les obertures rectangulars, exceptuant el gran portal d'accés a l'interior, d'arc rebaixat emmarcat per dues columnes circulars que sostenen un entaulament motllurat, damunt del que s'assenta un frontó triangular ornamentat. La dovella clau presenta les inicials «N.R» i la data 1913. Als costats del portal hi ha dues senzilles finestres d'arc molt rebaixat, bastides amb maons. Les obertures dels pisos han estat reformades, tot i que tenen sortida a balcons exempts. Cal exceptuar el balcó corregut cantoner de la segona planta, del que destaca la llosana motllurada. Del cos adossat a la part posterior, orientat al carrer de Reus, destaca la galeria de la segona planta. Està formada per sis obertures d'arc de mig punt delimitades per baranes d'obra, i emmarcades per columnes quadrades amb les impostes motllurades. A les golfes hi ha obertures ovalades.